# 马尔卡陨击坑
马尔卡陨击坑（Marca）是火星门农尼亚区的一座撞击坑，中心坐标位于南纬9.98度、东经201.85度，直径78.35公里（48.68英里），其名称取自秘鲁马尔卡区，1985年，被国际天文联合会批准采用。
马尔卡陨击坑位于伯顿陨击坑西北、科夫雷斯陨击坑的西面。